# Hanna Skarżanka

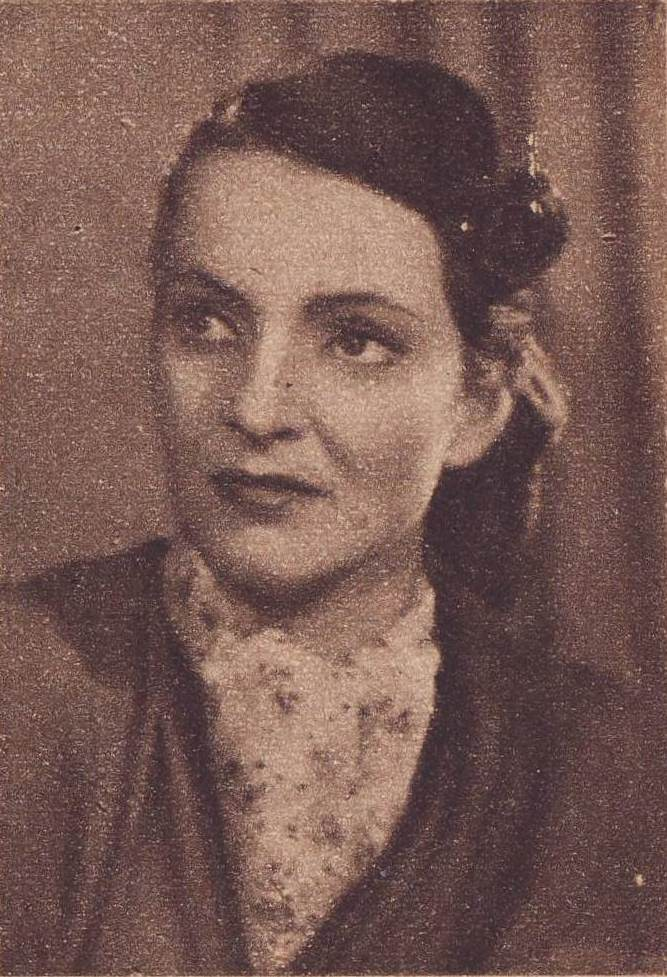
Hanna Skarżanka w filmie Dwie godziny (1946)

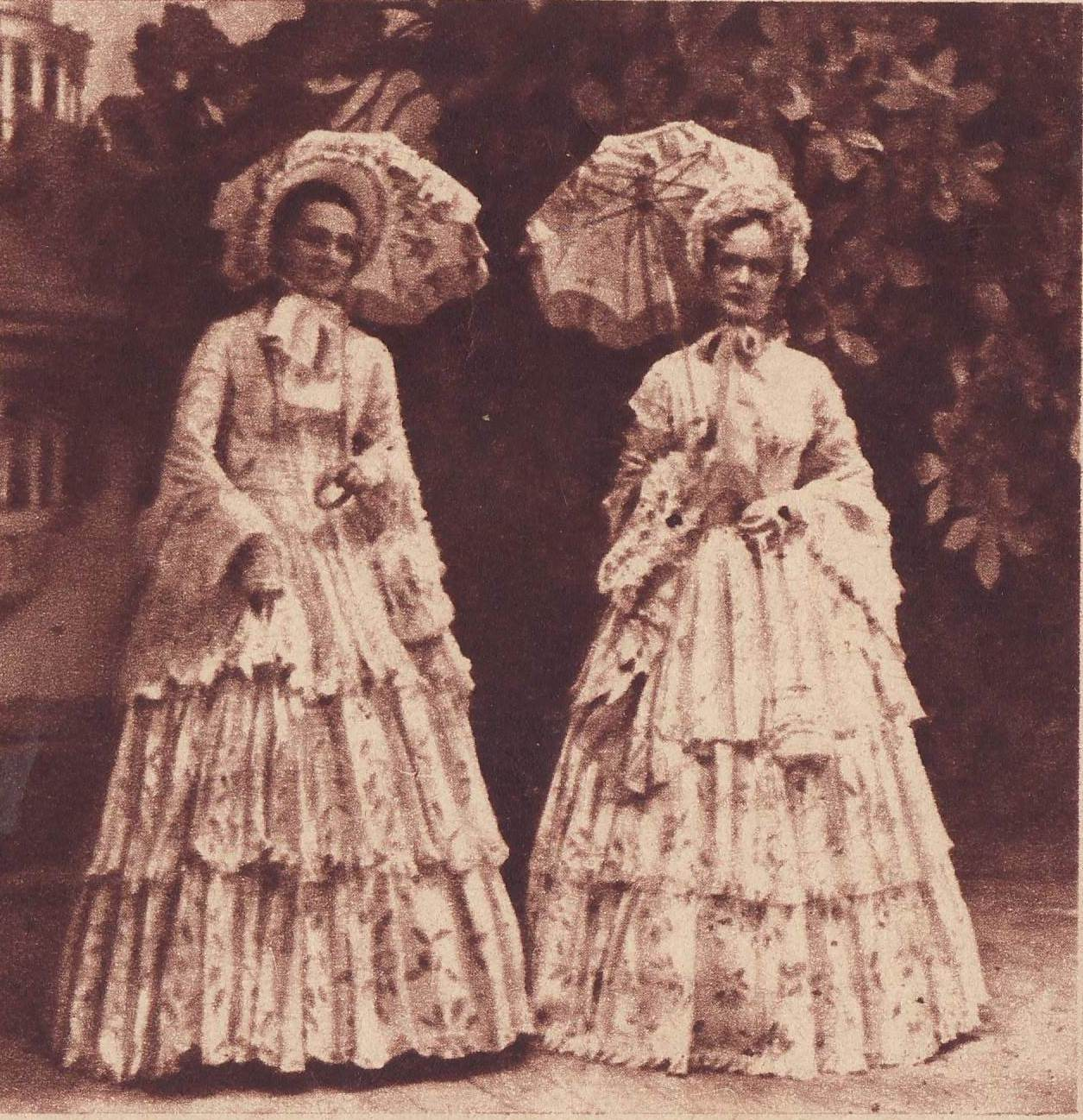
Hanna Skarżanka i Janina Marisówna w komedii Majątek albo imię Karola Borowskiego

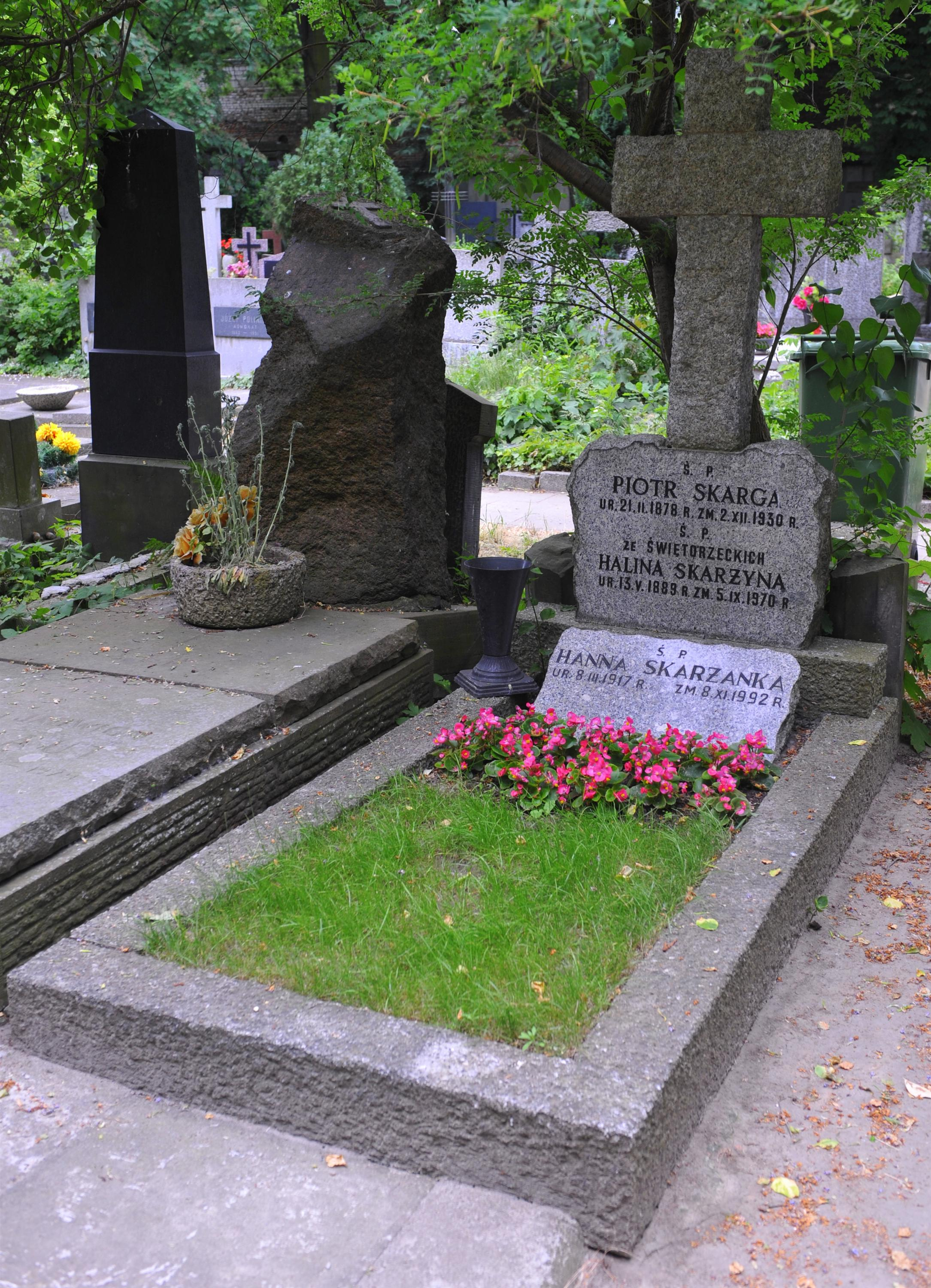
Grób Hanny Skarżanki na warszawskim cmentarzu ewangelicko-reformowanym

Hanna Skarżanka (Skarga) (ur. 23 lutego?/8 marca 1917 w Mińsku, zm. 8 listopada 1992 w Warszawie) – polska aktorka teatralna, filmowa i telewizyjna, piosenkarka.

## Życiorys
Wywodziła się z rodziny ziemiańskiej wyznania ewangelicko-reformowanego, dość luźno związanej ze swoim Kościołem.
W 1937 rozpoczęła studia na Wydziale Rolnym Uniwersytetu Stefana Batorego w Wilnie. Równolegle studiowała w konserwatorium. Wkrótce przeniosła się na polonistykę. Od grudnia 1940 do marca 1941 należała do zespołu Teatru Małego w Wilnie. Wkrótce jednak przerwała pracę w teatrze, co było spowodowane wybuchem wojny niemiecko-radzieckiej w 1941. W czasie okupacji niemieckiej miasta pracowała jako kelnerka w kasynie żołnierskim, zbierała informacje dla polskiego wywiadu wojskowego. Od stycznia 1942 należała do Kedywu Okręgu Wileńskiego AK. Uczestniczyła w akcji odbicia Eugeniusza Chylińskiego „Freza” z więzienia na Łukiszkach. Debiutowała 3 grudnia 1944 w Polskim Teatrze Dramatycznym w Wilnie, kierowanym przez Mieczysława Szpakiewicza. Następnie udzielała się m.in. w Teatrze Ziemi Pomorskiej w Toruniu, Teatrze im. S. Jaracza w Olsztynie, Teatrze Polskim w Poznaniu, a największy rozgłos przyniosły jej role w sztukach wystawianych w warszawskim Teatrze „Ateneum” w latach 1960–1975.
W 1979 zrezygnowała na krótko z gry w teatrze, ale nadal interesowała się życiem społecznym i artystycznym Warszawy. Za namową ks. Jerzego Popiełuszki, występowała przez jakiś czas w przedstawieniach kościelnych. W 1982 przejęła obowiązki kierownika artystycznego Muzeum Archidiecezji Warszawskiej. W latach 1988–1991 ponownie gościła na scenie Teatru „Ateneum” w Warszawie.
Została pochowana na warszawskim cmentarzu ewangelicko-reformowanym (kwatera N-2-31).

### Życie prywatne
Jej siostrą była prof. Barbara Skarga, bratem zaś aktor, Edward Skarga. Hanna Skarżanka dwukrotnie wychodziła za mąż: w 1938 poślubiła por. Stefana Czernika, późniejszego oficera AK, z którym na początku wojny rozwiodła się, a w 1944 wyszła za Bolesława Ćwiecińskiego, późniejszego dziennikarza radiowego (małżeństwo to rozwiązane zostało zaraz po wojnie). W związku tym urodziła się w 1944 córka, Ewa Skarżanka, która też była aktorką i grała pod nazwiskiem matki (podobnie jak wnuczka, Katarzyna Skarżanka). Zawód aktorski wykonuje także bratanek artystki – Piotr Skarga i prawnuczka Hanna Skarga.

## Filmografia
- 1946 – Dwie godziny jako Teresa, była miłość Marka
- 1951 – Młodość Chopina jako robotnica paryska
- 1953 – Piątka z ulicy Barskiej jako sędzina
- 1953 – Żołnierz zwycięstwa jako Hiszpanka (nie występuje w czołówce)
- 1954 – Pokolenie jako matka Stacha
- 1956 – Warszawska syrena jako wiedźma Kobylicha, macocha Sawy
- 1958 – Pożegnania jako Maryna, szwagierka hrabiny Róży
- 1961 – Komedianty jako dyrektorowa
- 1963 – Ubranie prawie nowe jako Róża Genowefa Binkowska
- 1964 – Agnieszka 46 jako Loda Przywłocka
- 1964 – Prawo i pięść jako Barbara Dubikowska
- 1966 – Czterej pancerni i pies jako Natasza Skobcewa, artystka cyrkowa (odc. 7)
- 1967 – Żywot Mateusza jako gospodyni
- 1969 – Polowanie na muchy jako Włada, teściowa Włodka
- 1970 – Pejzaż z bohaterem jako Wałaszkowa, gospodyni Wilczewskiego w miasteczku
- 1970 – Dzień listopadowy jako matka Karola
- 1971 – Dekameron 40 czyli cudowne przytrafienie pewnego nieboszczyka jako Rozyna, służąca żony Mazzea
- 1971 – Wezwanie jako Jadwiga Zawadowa
- 1971 – Podróż za jeden uśmiech (serial) jako gospodyni (odc. 4)
- 1972 – Podróż za jeden uśmiech (film) jako gospodyni
- 1972 – Wesele jako Klimina
- 1973 – Wielka miłość Balzaka jako hrabina (odc. 3)
- 1973 – Żółw jako inspektorka
- 1974 – Czterdziestolatek jako pani Flora (odc. 6)
- 1975 – Doktor Judym jako hrabina Niewadzka
- 1975 – Na smyczy w CDN jako „Tymusiowa”
- 1975 – Obrazki z życia jako matka panny młodej
- 1976 – Czerwone ciernie jako księżna
- 1977 – Rekolekcje jako matka Marka
- 1978 – Co mi zrobisz, jak mnie złapiesz jako sprzątaczka w ośrodku rekreacyjnym
- 1978 – Zmory jako babka Mikołaja
- 1979 – Doktor Murek jako Koziołkowa (odc. 4-5)
- 1979 – Ród Gąsieniców  jako Marika Gąsienica (odc. 2-4)
- 1980 – Miś jako sprzątaczka w klubie sportowym „Tęcza”
- 1980 – Urodziny młodego warszawiaka jako babcia Jerzego
- 1980 – Tylko Kaśka jako Susłowa (odc. 1, 4)
- 1980 – Levins muhle jako ciotka Perel, żona rabina
- 1980 – Sherlock Holmes and Doctor Watson jako garderobiana Bessy (odc. 9)
- 1981 – W wannie jako matka Danuty
- 1982 – Dolina Issy jako Bukowska
- 1982 – Popielec jako Mikośka (odc. 2, 4, 9)
- 1983 – Soból i panna jako gość baronostwa
- 1984 – Rok spokojnego słońca jako matka Emilii
- 1984 – Trzy młyny jako ciotka Stefy (odc. 2-3)
- 1985 – Kochankowie mojej mamy jako pani Lena
- 1987 – Rzeka kłamstwa jako matka Wincenty (odc. 1)
- 1988 – Wherever you are jako właścicielka pensjonatu
- 1989 – Janka (serial) jako stara Cyganka
- 1989 – Modrzejewska jako aktorka Józefa Hubertowa (odc. 1-2)
- 1989 – Marcowe migdały jako dyrektorka liceum
- 1990 – Femina jako Gabriela
- 1990 – Le retour jako Elvira
- 1991 – Panny i wdowy jako ciotka Edwarda (odc. 1-2)
- 1991 – Papierowe małżeństwo jako żona sklepikarza Dawida

## Polski dubbing
- 1961 – Alicja w Krainie Czarów jako Królowa Kierów
- 1962 – Żebro Adama jako Hope Emerson
- 1962 – Dziewczęta jako listonoszka
- 1963 – O chłopie co okpił śmierć jako żona Pandrholi
- 1963 – Ludzie i bestie jako Anna Andriejewna
- 1964 – Komisarz matka Marisy
- 1964 – Twarzą w twarz jako Dusanka Bratić
- 1965 – Skowronek jako Tóni
- 1968 – Noc iguany jako Maxine Faulk
- 1968 – Przygoda na wagarach jako babcia Kruger
- 1969 – Winnetou i Apanaczi jako Bessie
- 1986 – Po deszczyku w czwartek

## Ordery i odznaczenia
- Krzyż Oficerski Orderu Odrodzenia Polski (pośmiertnie, 2007)
- Krzyż Kawalerski Orderu Odrodzenia Polski (19 lipca 1954)[3]
- Medal 10-lecia Polski Ludowej (19 stycznia 1955)[4]
- Odznaka 1000-lecia Państwa Polskiego (1967)
- Odznaka honorowa „Za Zasługi dla Warszawy” (1966)

## Nagrody
- Nagroda za drugoplanową rolę kobiecą w filmie Polowanie na muchy w reż. Andrzeja Wajdy na Lubuskim Lecie Filmowym w Łagowie (1970)
- Nagroda Heroiny Polskiego Kina 2013 (Skarżance za wielkie serce, za miłość i za otwartość dla innych. Za wrażliwość i wielką klasę. Za mistyczny czar osobowości. I za… „Yiddishe Mame”) – nagrodę przyznaną pośmiertnie odebrały wnuczka i prawnuczka aktorki (2013)

## Upamiętnienie
- Jej nazwisko widnieje na tablicy upamiętniającej artystów zasłużonych dla kultury polskiej, umieszczonej w 2020 roku na budynku przy ul. Odolańskiej 20 w Warszawie, w którym mieszkała[5].